# Сара Чок
Са́ра Луї́за Крісті́на Чок (англ. Sarah Louise Christine Chalke, нар. 27 серпня, 1976) — канадсько-американська акторка телебачення, кіно та озвучення, активістка обізнаності про рак молочної залози. Найвідоміші ролі: докторка Елліот Рід у комедійному телесеріалі NBC «Клініка» (англ. Scrubs), Беккі Коннер Гілі у «Розанна», Стелла в сіткомі CBS «Як я зустрів вашу маму».

## Життєпис
Сара Чок народилася в Оттаві, Онтаріо, середньою із трьох доньок Дугласа і Енджі Чок (мати родом із Ростока, Німеччина).
Виросла у Ванкувері, Британська Колумбія. Згідно з режисерськими коментарями до серіалу «Клініка», Сара відвідувала німецьку школу у рідному місті двічі на тиждень. Її рідна мова — англійська, також вона вільно розмовляє французькою та нашвидку німецькою. Чок закінчила Гендсвортську середню школу (англ. Handsworth High School) у Північному Ванкувері в 1994.
Батько Чок провадить приватну юридичну практику у Ванкувері. Також її батьки керують агентством з усиновлення, яке спеціалізується на поселенні іноземних сиріт (переважно із Китаю) у канадські родини. Старша сестра Сари, Наташа, також займається юриспруденцією. 
У квітні 2008 Чок стала громадянкою США. 
Заручена з адвокатом Джеймі Афіфі, від якого 24 грудня 2009 народила сина Чарлі Родеса Афіфі.

## Кар'єра
Сара Чок почала з'являтися в різних мюзиклах з 8 років. У 12 вона стала репортеркою канадського дитячого шоу KidZone. У 1993 році Сара отримала роль Беккі (Коннер) Гілі у серіалі Лесі Горансона «Розанна»; також виконала камео в ролі іншого персонажа в епізоді Roseanne «Halloween: The Final Chapter» (#178, вперше показаний 31 жовтня 1995). Потім ненадовго повернулася в Канаду, де знялася в телевізійній драмі Nothing Too Good for a Cowboy (1998—1999).
У 2001 Чок почала виконувати роль лікарки Еліот Рід у комедійному серіалі NBC «Клініка». Зіграла у кількох фільмах, включаючи Ернест йде до школи та Cake, і в дев'ятьох епізодах «Як я зустрів вашу маму». Також Чок з'явилася в програмі Channel 101 The 'Bu с The Lonely Island, пародії на відоме шоу The O.C., але в титрах була вказана як «Памела Фентон». 
У 2008 Сара Чок стала представницею лінії жіночої білизни Hanes, що включало також серію рекламних роликів, які зрежисував її колега по Клініці Зак Брафф.

## Громадська діяльність
Тітка та бабуся Сари Чок померли від раку молочної залози, який важко діагностувати на ранніх стадіях. Після цього Чок серйозно занепокоїлася загрозою подібних пухлин і знялася у фільмі Lifetime Why I Wore Lipstick To My Mastectomy.

## Фільмографія

### Телебачення
- 1992 — Міський
- 1993 — Relentless: Mind of a Killer
- 1993 — Woman on the Ledge
- 1994 — Beyond Obsession
- 1996 — Робін із Локслі
- 1996 — Тільки вперед
- 1996 — Страху всупереч
- 1993—1997 — Розанна
- 1997 — A Child’s Wish
- 1997 — Dying to Belong
- 1997 — Daughters
- 1998 — Я чекала на тебе
- 1998 — Nothing Too Good for a Cowboy
- 1999 — Перша хвиля
- 2001—2010 — Клініка
- 2002 — Clone High
- 2002 — The Chronicle
- 2003—2005 — The Bu
- 2006 — Why I Wore Lipstick To My Mastectomy
- 2008 — Як я зустрів вашу маму
- 2011 — Шалене кохання
- 2012 — Місто хижачок
- 2013 — Як прожити з батьками все життя
- 2013 — Анатомія Грей (9 сезон 19 серія)
- 2013—наш час — Рік та Морті
- 2016—2016 — Закон Майла Мерфі
- 2021—2023 — Провулок Світлячків

### Фільми
- 1994 — Ернест йде до школи
- 1999 — 2000: Мить апокаліпсиса
- 1999 — All Shook Up
- 2000 — Попелюшка: знову одна
- 2000 — Spin Cycle
- 2001 — Вбий мене пізніше
- 2001 — Максимальний екстрим
- 2005 — Alchemy
- 2005 — Пиріг
- 2007 — Теорія хаосу
- 2007 — Mama’s Boy
- 2016 — Нестерпні леді
- 2020 — Не та дівчина